# حرف مقطع الأوراق
الحُرْف مقطع الأوراق نوع نباتي يتبع جنس الحُرْف من الفصيلة الصليبية.

## الموئل والانتشار
موطنه جنوب شرق الولايات المتحدة الأمريكية باستثناء فلوريدا.